# 虚拟教研中心
虚拟教研中心：利用虚拟教研模式组织起来的跨时空的教研群体或团队。也称“虚拟教研室”。